# 라 헤파 델 캄페온
《라 헤파 델 캄페온》(스페인어: La jefa del campeón)은 2018년 방영된 멕시코의 텔레노벨라이다.